# Watchin'
Singles par Freemasons
Love on My Mind
(2005) Rain Down Love
(2007)
Singles par Amanda Wilson
Electric Love
(2006) I Feel Like
(2007)
Watchin' est une chanson du groupe britannique Freemasons. Il s'agit du 2e single extrait de l'album Unmixed avec la participation de la chanteuse britannique Amanda Wilson.

## Liste des pistes
| No | Titre                            | Durée |
| -- | -------------------------------- | ----- |
| 1. | Watchin'                         | 2:47  |
| 2. | Watchin' (Club Mix)              | 7:47  |
| 3. | Watchin' (Walken Mix)            | 6:46  |
| 4. | Watchin' (Dub Mix)               | 6:57  |
| 5. | Watchin' (Motivo Mix)            | 8:22  |
| 6. | Watchin' (Club Mix Instrumental) | 7:45  |

## Classement par pays
| Classement (2010)                      | Meilleure position |
| -------------------------------------- | ------------------ |
| Royaume-Uni (UK Singles Chart)         | 19                 |
| Finlande (Suomen virallinen lista)     | 5                  |
| Pays-Bas                               | 29                 |
| Belgique (Flandre Ultratop 50 Singles) | 34                 |
| Irlande                                | 49                 |
| France (Club 40)                       | 24                 |